# Esquay-Notre-Dame

Esquay-Notre-Dame este o comună în departamentul Calvados, Franța. În 1 ianuarie 2022 avea o populație de 1.447 de locuitori.